# Gilera KK
La KK è una motocicletta stradale prodotta dal 1986 al 1987 dalla Gilera. Disegnata da Luciano Marabese, era disponibile solo con la cilindrata di 125 cm³, anche con avviamento elettrico.

## Descrizione
Dotata di telaio e motore non a vista, la moto ha un cupolino più curvilineo di quello della KZ. Sono presenti tre sfoghi per le componenti interne: una presa d'aria per il motore sulla sinistra e due bocche per l'aria calda dei radiatori su entrambi i lati. La sella è monopezzo e il telaio che la regge è in lamiera d'acciaio.
La moto, dotata di miscelatore, ha due serbatoi e un carburatore che si alimenta per caduta dal serbatoio superiore, nel quale il carburante arriva da quello inferiore (che si trova fra il puntale della carenatura e il telaio) per l'azione di una pompetta a depressione. Il serbatoio principale, più piccolo di quello della Gilera KZ, si trova sotto al motore, lasciando spazio per un vano porta-oggetti. Il rubinetto della benzina è ospitato sulla destra. Il motore si basa su quello della Gilera RV 125 ma, a differenza di quest'ultimo, ha una valvola di scarico e un risuonatore che si aziona a 7.500 rpm su input di un interruttore centrifugo (un sistema battezzato "Automatic Power Tuning System"). Lo scarico si trova sotto il codino, sulla parte sinistra della moto, ed è dotato di un silenziatore.
Il faro anteriore, singolo, è rettangolare, esattamente come quello posteriore. La moto è dotata di cerchi in lega leggera e di forcelle telescopiche a steli tradizionali.
Queste ultime, con un diametro di 35 mm, sono dotate di regolazione idraulica in compressione su tre posizioni. Il forcellone oscillante è bibraccio.